# Альрауна
Альрауна (з нім. Alraune) — корінь мандрагори, якому приписувались магічні властивості.

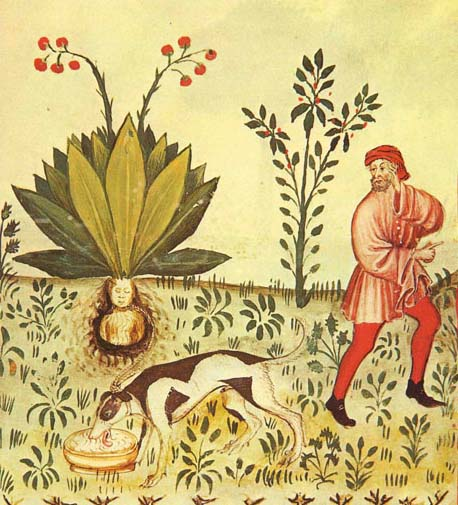
Зображення з манускрипту XV століття

В середньовіччі і пізніше потовщений та розгалужений корінь мандрагори вживався як надзвичайно сильний магічний засіб. Магічні властивості приписувались винятково кореням, що мали форму людського тіла.
Найчастіше мандрагору шукали під шибеницею, де рештки тіла повішеного повинні були забезпечувати рослині відповідне живлення. Згідно з деякими переказами
Мандрагора виростала зі сперми страченого, яка виділялась перед самою смертю.
Щоб добути корінь необхідно було здійснити відповідні приготування. Спочатку треба було полити рослину жіночою сечею, або менструальною кров'ю. Потім корінь можна було обережно і глибоко обкопати але не витягати з землі. Для певності треба було ще накреслити мечем три магічні кола навколо рослини. Витягнути мандрагору з землі повинен був чорний пес, якому прив'язували до шиї шнурок, який іншим кінцем був прив'язаний до рослини. Вважалося, що мандрагора, вирвана з землі, кричала людським голосом, який вбивав того, хто її чув; таким чином помирав пес.
Корінь, що мав форму людського тіла, кивав головою, коли ставили йому запитання і відповідь на нього була ствердною. Часто ошуканці замість мандрагори продавали корінь женьшеню, який теж іноді може набувати форми людського тіла.
Ягоди, які називались яблуками кохання, вживались як засіб від безпліддя, що пробуджував сексуальний потяг; марнославство в малих дозах і втрату розуму в великих.
Вважалося, що альрауна була створена з райської землі як першообраз людини. Однак, не сподобала Творцю і була викинута. Відтоді альрауна сумує за раєм, через що протестує при спробах вирвати її з землі.
Альрауна є невід'ємним атрибутом диявола, демонів, чорнокнижників і осіб, що практикують чорну магію. Вважається також символом чарів, пророцтв, таємниць, жадоби, кохання і глупоти.